# تکه‌هایی که من شدند
تکه‌هایی که من شدند (انگلیسی: Piecing Me Together) رمان مخصوص جوان است که رنه واتسون آن را در سال ۲۰۱۷ نوشت. شخصیت اول داستان، جِید، دانش‌آموز دبیرستانی بلندپرواز آمریکایی-آفریقایی تبار را روایت می‌کند. این کتاب، یکی از پرفروش‌ترین کتاب‌های نیویورک تایمز، به خوبی مورد بررسی قرار گرفت و جوایز متعددی را از آن خود کرد.

## داستان
جِید، که راوی کتاب نیز هست، یک دانش‌آموز آمریکایی-آفریقایی تبار شانزده ساله است که با بورسیه تحصیلی در یک مدرسه خصوصی عمدتا سفیدپوست در پورتلند، اورگن تحصیل می‌کند. جِید، اهل یک محله فقیرنشین است و با بقیه بچه‌های مدرسه‌اش فرق دارد. جِید با توجه به توصیه‌های مادرش تلاش می‌کند تا از هر فرصتی که به او ارائه می‌شود، استفاده کند. به امید اینکه فرصت تحصیل در خارج از کشور برای او فراهم شود تا بتواند از مهارت‌های مسلط اسپانیایی خود استفاده کند، در عوض به جِید این فرصت داده می‌شود که با یک مربی در برنامه زنان، برای زنان توسط مشاور راهنمایی مدرسه‌اش همراه شود. جِید با ماکسین در ابتدا امیدهای زیادی به این مربی کشتی دارد، امیدهایی که وقتی ماکسین غیرقابل اعتماد بود و جِید تعجب کرد که آیا این او یا ماکسین است که بیشتر از این برنامه می‌برد، امیدی از بین می‌رود. جِید از طریق هنر خود عمل می‌کند و متوجه می‌شود که باید فرصت‌های خود را بسازد.

## برخورد و جوایز
تکه‌هایی که من شدند نقدهای ستاره‌دار را از بولتن مرکز کتاب‌های کودکان، بررسی‌های کرکوس، هفته‌نامه ناشران و مجله کتابخانه مدرسه دریافت کرد، همچنین نقدهای مثبتی از بو‌ک‌لیست دریافت کرد.
کرکوس، مجله کتابخانه مدرسه، ان‌پی‌آر، کتابخانه عمومی نیویورک و کتابخانه عمومی شیکاگو آن را یکی از بهترین کتاب‌های سال ۲۰۱۷ معرفی کردند.
این کتاب، در فهرست بهترین کتاب‌های سال ۲۰۱۸ کمیته کتاب کودکان بانک استریت با امتیاز «شایستگی برجسته» نام‌گذاری شد و جایزه ژوزت فرانک کمیته را برای داستان‌نویسی دریافت کرد.
| دستاورد     | جایزه                                               | سال  |
| ----------- | --------------------------------------------------- | ---- |
| برنده       | جایزه کورتا اسکات کینگ                              | ۲۰۱۸ |
| افتخار      | نشان نیوبری                                         | ۲۰۱۸ |
| برنده       | جایزه ژوزت فرانک                                    | ۲۰۱۸ |
| ده نفر برتر | ظهور: پروژه کتاب فمینیستی                           | ۲۰۱۸ |
| برنده       | جایزه کورتا اسکات کینگ                              | ۲۰۱۸ |
| ده نفر برتر | بهترین داستان یالسا برای جوانان                     | ۲۰۱۸ |
| انتخاب شده  | کتابهای برجسته برای کالج باند: ادبیات و هنرهای زبان | ۲۰۱۹ |